# Teatro de la Estación
El Teatro de la Estación es un teatro de Zaragoza, ubicado en la calle Domingo Figueras, en el Portillo. Se encuentra al lado de la antigua estación de trenes El Portillo, de ahí su nombre.

## Compañía
La Compañía Tranvía Teatro SL nació a finales del año 1987 con el fin de crear una estructura profesional estable de producción artística en Aragón. En la primavera de 1988 estrenó su primer espectáculo Gaviotas Subterráneas de Alfonso Vallejo. Más adelante estrenó Las Criadas de Jean Genet. 
Entre los años 1992 y 1995 fue invitada a participar en Festivales y Ferias de toda España y consolidó una estructura estable. Nacieron así algunos de los espectáculos que más éxito tuvieron: Memoria de Bolero (musical) y Las Amargas lágrimas de Petra V. Kant, de carácter contemporáneo. Durante esos años generó también un programa pedagógico de artes escénicas e impartió clases en Centros de Enseñanza Secundaria y Colegios de Enseñanza Primaria. Se planteó una estabilidad física desde donde proponer sus espectáculos, vincularse a un territorio, ampliar su visibilidad y su proyección artística.
Entre los años 1996 y 2003 definió progresivamente las tres líneas de la Compañía,
- Producción como una compañía de repertorio clásico y contemporáneo. En esos años generó 30 espectáculos de distintos estilos, presentados durante largas temporadas en dicha sala, combinados con giras por todo el territorio español.
- Proyecto de Formación en Artes Escénicas (la Escuela de Teatro).
- Programa de Iniciación al Teatro dirigido fundamentalmente a jóvenes entre 13 y 18 años, en colaboración con Centros de Enseñanza. El equipo de creación y producción se amplía con profesionales de la gestión cultural y de la pedagogía.

A partir del año 2004, se inició un proceso de colaboración con otras compañías con teatros estables. A través de intercambios, coproducciones y convenios entró en Redes y Asociaciones nacionales que permiten un trabajo conjunto con otros profesionales de otras comunidades autónomas. A través de ellos, estableció y realizó producciones artísticas mixtas, múltiples actuaciones por toda la geografía española, intercambió profesionales, impartió talleres pedagógicos e invitó a otros profesionales a colaborar.
En 2015 la compañía ya había estrenado 50 espectáculos (40 de producción propia, 10 por encargo de instituciones públicas o privadas). Realiza una media de 130 representaciones anuales. En 2015 mantenía un equipo estable de 12 personas, entre personal técnico, de producción y artístico. Realiza al menos 100 funciones de cada espectáculo. Algunas de sus producciones en repertorio superan ya las 600 representaciones.
Una parte del equipo artístico de Tranvía Teatro continúa y desarrolla un programa de formación artística en el Teatro de la Estación (La Escuela de Teatro) Aula de Teatro de la Universidad de Zaragoza, Escuela Municipal de Teatro de Zaragoza, Centros de Profesores y Recursos de la Comunidad de Aragón y Centros de Enseñanza Secundaria.En 2015 ofertaba cursos de teatro y danza para niños, jóvenes y adultos.
La compañía ha representado todas sus obras en el Teatro de la Estación, el cual cuenta con un aforo de 150 localidades.

### Composición
El Teatro de la Estación está compuesto por los siguientes integrantes:
- Cristina Yáñez, Directora Artística de la compañía
- Fernando Vallejo, Gerente del Teatro de la Estación
- Raffaella Ciuffreda, Coordinadora de la compañía
- Carlos Seral, Responsable técnico
- Irene Yáñez, Encargada de comunicación
- Jesús Bernal, Jefe de Estudios y actor de la compañía
- Miguel Ángel Mañas, Profesor de la Escuela
- Miriam Prieto, Profesora de la Escuela
- Ana Cózar, Profesora de la Escuela y actriz de la compañía
- Ana Ruth Serrano, Profesora de la Escuela

## Grupo de Teatro

Grupo del Teatro de la Estación

El Teatro de la Estación ofrece a los aficionados de cualquier edad la posibilidad de formar parte de las artes escénicas, el teatro, la expresión y la interpretación. Organiza cursos de teatro que dan comienzo en septiembre. En febrero y en la segunda quincena de junio se realiza el Ciclo ¡A Escena!, la muestra de alumnos de Teatro de la Estación.

## Obras Producidas
Desde su apertura, en el año 1996, se han producido diversas obras como las siguientes:
- Gaviotas Subterráneas de Alfonso Vallejo.
- Las Criadas de Jean Genet.
- Memoria de Bolero (musical).
- Las Amargas lágrimas de Petra V. Kant de  Rainer Werner Fassbinder.
- Selección natural. Comedia de Lola Correa. Dirección: Eduardo Alonso Reparto: Luma Gómez como Lina y Cristina Yáñez como Rut.
- Sigue la tormenta. Drama de Enzo Cormann. Dirección y puesta en escena: Cristina Yáñez. Reparto: Mariano Anós como Theo Steiner y Miguel Pardo como Nathan Goldring
- Soñar dentro del espejo de Rafael Campos. Dirección y puesta en escena: Cristina Yáñez. Reparto: Gema Cruz como La Paqui, Jesús Bernal como El Perolas y Miguel Pardo como El Fantasma.
- El hospital de los podridos. Dramaturgia y Dirección: Cristina Yáñez. Reparto: Bezón: Jesús Bernal como Bezón, Miguel Pardo como Roque, Gema Cruz como Isabel y Rosa Lasierra como Rufina.
- De donde nace la farsa. Tragicomedia de Rafael Campos. Dirección: Cristina Yáñez.
- Diálogo de sombras. Tragicomedia de Rafael Campos. Dirección: Cristina Yáñez.
- Dos en conserva.
- María Estuardo con la compañía La Fundición de Sevilla,
- Panorama de Ojos Abiertos con los valencianos Teatro de los Manantiales y los lituanos Aura Teatre.
- Mein Kapital con los madrileños Teatro del Astillero y los catalanes Teatre Tantarantana.